# Präsident des Bundesamtes für Verfassungsschutz
Der Präsident des Bundesamtes für Verfassungsschutz, derzeit vertretungsweise die Vizepräsidenten, führt das deutsche Bundesamt für Verfassungsschutz (BfV), den zivilen für das Inland zuständigen Nachrichtendienst des Bundes.
Als Amtsleiter ist der Präsident für die Aufgabenerfüllung des BfV zuständig, den Schutz der freiheitlichen demokratischen Grundordnung und die Spionageabwehr. Er ist in Besoldungsgruppe B 9 Bundesbesoldungsgesetz eingruppiert und verfügt über zwei Stellvertreter, die Vizepräsidenten.

## Liste der Präsidenten
| Zeitraum                              | Präsident                         | Bemerkung |
| ------------------------------------- | --------------------------------- | --- |
| 17. November 1951 – 20. Juli 1954     | Otto John                         | Laut einem Dokument der CIA schlugen die USA dem damaligen Bundeskanzler, Konrad Adenauer, 1950 vor, Fabian von Schlabrendorff, der im Widerstand gegen den Nationalsozialismus aktiv war, zum ersten Leiter des BfV zu berufen; doch habe Schlabrendorff selbst aus gesundheitlichen Gründen diesen Vorschlag zurückgewiesen. Stattdessen wurde Otto John erster Präsident. Im Juli 1954 tauchte er in der DDR auf. Nach dortigen Rundfunk-Propagandaauftritten und Verhören durch MfS und KGB kehrte er überraschend Ende 1955 in die Bundesrepublik zurück und wurde vom BGH zu einer vierjährigen Gefängnisstrafe verurteilt. Der nach eigener Aussage erzwungen erfolgte Aufenthalt Otto Johns in der DDR war einer der ersten großen politischen Skandale der jungen Bundesrepublik. |
| 23. Juli 1954 – 31. Juli 1955         | Hanns Jess (CDU), (kommissarisch) | Nach der mutmaßlichen Flucht von Otto John in die DDR wurde Jess mit der kommissarischen Leitung des Amtes bis zur Ernennung von Hubert Schrübbers betraut. |
| 15. Dezember 1955 – 30. April 1972    | Hubert Schrübbers                 | Rücktritt, nachdem seine Tätigkeit in der NS-Justiz während der Zeit des Nationalsozialismus bekannt wurde. Unter Schrübbers sollen auffällig viele hohe Positionen im Bundesamt mit ehemaligen SS- bzw. SD-Angehörigen besetzt worden sein. 1962–1967 war Ernst Brückner sein Vizepräsident. Ab 1970 wurde Werner Smoydzin, der 1943 in die NSDAP eintrat, Vizepräsident des BfV. |
| 1. Mai 1972 – 15. September 1975      | Günther Nollau                    | Rücktritt nach der Entdeckung des DDR-Spions Günter Guillaume im Bundeskanzleramt von Willy Brandt. |
| 16. September 1975 – 26. April 1983   | Richard Meier                     | Rücktritt wegen einer Privataffäre (verurteilt wegen fahrlässiger Tötung in einem Verkehrsunfall). |
| 13. Mai 1983 – 31. Juli 1985          | Heribert Hellenbroich             | Im Juli 1985 wurde er Präsident des Bundesnachrichtendienstes und bereits am 29. August 1985 als BND-Präsident in den einstweiligen Ruhestand versetzt, nachdem sich sein ehemaliger Untergebener, der Regierungsdirektor im BfV Hansjoachim Tiedge in die DDR abgesetzt hatte. Tiedge war Gruppenleiter in der Spionageabwehr. |
| 1. August 1985– 1. April 1987         | Ludwig-Holger Pfahls (CSU)        | Wechselte 1987 als beamteter Staatssekretär ins Bundesministerium der Verteidigung (bis 1992). Im Juli 1999 wegen des Vorwurfs der Bestechlichkeit als Staatssekretär untergetaucht und international gesucht, im Juli 2004 in Paris verhaftet, am 12. August 2005 wegen Vorteilsnahme und Steuerhinterziehung zu 2 Jahren und drei Monaten Freiheitsstrafe verurteilt, der Vorwurf der Bestechlichkeit musste fallengelassen werden; seit 1. September 2005 unter Auflagen wieder auf freiem Fuß. Im November 2011 zu 4½ Jahren Freiheitsstrafe verurteilt, wegen Betrugs und Bankrotts. |
| 2. April 1987 – 28. Februar 1991      | Gerhard Boeden                    | Amtsantritt nach Pensionierung als Vizepräsident des BKAs |
| 1. März 1991 – 31. Mai 1995           | Eckart Werthebach                 | Rücktritt aufgrund Wiederaufnahme von Ermittlungen wegen Verdachts auf Geheimnisverrat. |
| 1. August 1995 – 15. Mai 1996         | Hansjörg Geiger                   | Ab 1996 Präsident des Bundesnachrichtendienstes, ab 1998 beamteter Staatssekretär im Bundesministerium der Justiz |
| 15. Mai 1996 – 30. April 2000         | Peter Frisch (SPD)                | Mitglied im „Gesprächskreis Nachrichtendienste in Deutschland e. V.“ |
| 1. Juli 2000 – 31. Juli 2012          | Heinz Fromm                       | Nach Pannen bei den Ermittlungen gegen die Neonazi-Zelle „Nationalsozialistischer Untergrund“ (sowie Vernichtung von Akten) bat Fromm um die Versetzung in den einstweiligen Ruhestand zum 31. Juli 2012, die von Bundesinnenminister Hans-Peter Friedrich angenommen wurde. |
| 1. August 2012 – 8. November 2018     | Hans-Georg Maaßen                 | Am 8. November 2018 aufgrund seiner Abschiedsrede zur Kontroverse um die Äußerungen zu den Ausschreitungen in Chemnitz in den einstweiligen Ruhestand versetzt. Zuvor von seinen Aufgaben freigestellt. |
| 15. November 2018 – 31. Dezember 2024 | Thomas Haldenwang                 | Zuvor hatte er das Amt schon kommissarisch geleitet und war seit 1. August 2013 Vizepräsident der Behörde. Seit dem 13. November 2024 war Haldenwang aufgrund seiner angekündigten Bundestagskandidatur beurlaubt, verblieb aber bis zur Versetzung in den Ruhestand zum Jahresende formal im Amt. |

## Vizepräsidenten
Die Vizepräsidenten sind in Besoldungsgruppe B 6 eingruppiert. Sie sind politische Beamte.
| Zeitraum                              | Präsident             | Bemerkung |
| ------------------------------------- | --------------------- | --- |
| 20. September 1950 bis 31. Juli 1964  | Albert Radke          | |
| 1. August 1964 bis 30. November 1966  | Ernst Brückner        | |
| 1. Dezember 1966 bis 31. August 1970  | Günther Nollau        | |
| 29. September 1970 bis 30. April 1972 | Werner Smoydzin       | |
| 1. Mai 1972 bis 11. Mai 1981          | Johannes Bardenhewer  | trat gleichzeitig mit Präsident Günther Nollau das Amt an; auf Vorschlag von Präsident Richard Meier in den einstweiligen Ruhestand versetzt.                    |
| 25. Juni 1981 bis 13. Mai 1983        | Heribert Hellenbroich | |
| 16. Mai 1983 bis 1. April 1987        | Stefan Pelny          | |
| 9. April 1987 bis 15. Mai 1996        | Peter Frisch          | danach Präsident des BfV |
| 7. Oktober 1996 bis 30. November 2005 | Klaus-Dieter Fritsche | |
| 1. Februar 2006 bis 28. Februar 2010  | Hans Elmar Remberg    | |
| 1. Mai 2010 bis 31. Juli 2013         | Alexander Eisvogel    | |
| 1. August 2013 bis 15. November 2018  | Thomas Haldenwang     | Nachfolger von Alexander Eisvogel, danach Präsident des BfV |
| 1. April 2016 bis 2019                | Ernst Stehl           | Mit Stehl hatte das BfV erstmals zwei Vizepräsidenten. Zuvor war Catrin Rieband ab 1. Dezember 2013 Ständige Vertreterin des Vizepräsidenten, Thomas Haldenwang. |
| 21. Januar 2019 bis Juni 2022         | Michael Niemeier      | |
| 15. Juni 2022 bis April 2023          | Felor Badenberg       | wurde anschließend Berliner Senatorin für Justiz und Verbraucherschutz                                                                                           |
| seit 21. Januar 2019                  | Sinan Selen           | Vizepräsident für operative Aufgaben |
| seit 14. Juni 2023                    | Silke Willems         | Vizepräsidentin für fachunterstützende und zentrale Aufgaben |